# Пуна црвена река
Пуна црвена река (кин: 满江红) је кинеска филмска комедија из 2023. године. Режију потписује Џанг Јимоу, по сценарију који је написао с Ченом Јуом, док главне улоге тумаче Шен Тенг и Џексон Ји. Приказивање у биоскопима је започело 22. јануара 2023. године у Кини, на дан кинеске Нове године.

## Радња
Филм приказује тајанствени случај који се догодио током владавине династије Сунг. Радња се одвија четири године након смрти Јуеа Феја (око 1146. године). Мистериозно убиство се дешава у резиденцији Ћин Хуија када се сусреће са делегатима из ривалске династије Ђин. Војник и командант се уплећу у велику заверу пошто један од изасланика Ђина гине, а поверљиво писмо је пријављено као нестало. Праведни осветници су одговорни за инцидент и желе да убију осумњиченог издајника.

## Улоге
| Глумац     | Улога   |
| ---------- | ------- |
| Шен Тенг   | Џанг Да |
| Џексон Ји  | Сун Ђун |
| Џанг Ји    | Хе Ли   |
| Леи Ђанјин | Ђин Хуи |